# Țarcu-bjergene
Țarcu-bjergene er en bjergkæde i det sydvestlige Rumænien, i den vestlige udkant af de sydlige Karpater. De ligger mellem Bistra-dalen (mod syd), Timiș-floden (mod øst), Godeanu-bjergene (mod nordvest) og Râul Mare -dalen (mod vest), den sidste er en naturlig barriere mellem dem og Retezat-bjergene. Țarcu-bjergene blev udpeget til Natura 2000-beskyttet område i 2007, fordi de beskytter værdifuld biodiversitet og spektakulær natur. Sammen med Retezat-bjergene, Godeanu-bjergene og Cernei-bjergene danner de det sidste europæiske intakte skovlandskab, hvis man ser bort fraboreale skove i Skandinavien og Rusland.

## Geologi
De fleste bjergarter i området er krystallinske med få områder med sedimentære bjergarter . Som sådan er bjergene massiver, gennemskåret af smalle dale. Kalksten findes kun få steder. Erosion har dannet flere meget fremtrædende platforme, såsom Borăscu-platformen. Gletsjere var til stede under istiderne og efterlod gletsjercalderaer og små gletsjersøer, såsom Bistra-søen.

## Klima
På grund af de vestlige klimatiske påvirkninger er mængden af nedbør i Țarcu-bjergene ret stor. Sne kan falde i højder over 1500 meter når som helst på året, mens sneperioden normalt varer fra oktober eller november til juni eller endda juli i  gletcher-calderaerne på de højeste toppe.

## Vigtige toppe
- Vârful Țarcu, 2.190 moh. har en vejrstation på toppen.
- Vârful Pietrii, 2.192 moh. dominerer Bistra-søen.
- Vârful Căleanu, 2.190 moh.
- Muntele Mic, 1.802 moh. har et skisportssted .
- Măgura Marga, 1.503 moh. dominerer landsbyen Marga.
- Vârful Cuntu, 1.441 moh.  har en vejrstation i nærheden.

## KIlder og henvisninger
- Intakte skovlandskaber
- Alpinet
- Tarcu Mountains Natura 2000 Site, på rumænsk
- Karpaterne, på rumænsk

45°17′00″N 22°28′00″Ø / 45.28333°N 22.46667°Ø